# Aspergillus leucocarpus
Aspergillus leucocarpus är en svampart som beskrevs av Hadlok & Stolk 1969. Aspergillus leucocarpus ingår i släktet Aspergillus och familjen Trichocomaceae.   Inga underarter finns listade i Catalogue of Life.